# Erylus bahamensis
Erylus bahamensis är en svampdjursart som beskrevs av Gustavo Pulitzer-Finali 1986. Erylus bahamensis ingår i släktet Erylus och familjen Geodiidae.
Artens utbredningsområde är havet kring Bahamas. Inga underarter finns listade i Catalogue of Life.